# Javolus purmerendus
Javolus purmerendus är en mångfotingart som beskrevs av Chamberlin 1945. Javolus purmerendus ingår i släktet Javolus och familjen Pseudospirobolellidae. Inga underarter finns listade i Catalogue of Life.